# فشنگی
فشنگی یا کولت (به انگلیسی: Collet) دقیق‌ترین وسیله برای نگه داشتن قطعات بر روی ماشین تراش یا نگه داشتن ابزار در دستگاه فرز است. فشنگی شامل یک گیره فشنگی فنری و یک فشنگی است که برای ایمن و تنظیم کردن فشنگی بر روی ماشین تراش به هم پیوست شده‌اند. گیره فشنگی فنری یک بوش فلزی نازک با یک سوراخ ماشینکاری شده دقیق به یک سطح خارجی مخروطی است. سه نظام دارای سه شیار طولی است که به وجه‌ها اجازه می‌دهد کمی حرکت فنری به سمت داخل برای گرفتن قطعه داشته باشند. سه فشنگی نباید بیشتر از ۰٬۰۰۵ اینچ بزرگتر یا کوچکتر از قطر قطعه ای باشد که باید گرفته شود. به همین دلیل است که گیره فشنگی فنری به صورت پیوسته با قدر نسبت ۱/۶۴ اینچ موجود است. برای اهداف معمول، گیره فشنگی فنری به ۱/۸ ۱ اینچ در قطر محدود می‌شود. فشنگی دقیق‌ترین وسیله برای گرفتن قطعات با قطر کوچک بر روی دستگاه تراش است. فشنگی شامل بوش فشنگی، میله کشش، چرخ دستی یا دسته برای حرکت میله کشش است. گیره فشنگی فنری و فشنگی به هم بر روی فشنگی نصب شده‌اند. بوش فشنگی در انتهای سمت راست اسپیندل ماشین تراش نصب می‌شود. میله کشش از درون اسپیندل ماشین عبور می‌کند و به گیره فنری فشنگی پیچ می‌شود. زمانی که میله کشش توسط چرخ دستی می‌چرخد فشنگی را به درون مبدل مخروطی می‌کشد و محکم بر روی قطعه نگه می‌دارد. گیره‌های فنری فشنگی در اشکال مختلف برای گرفتن قطعات مربعی و شش گوشه به خوبی قطعات دایره ای شکل وجود دارند.
فشنگی نوک اسپیندل جیکوب یک سه نظام مخصوص برای فشنگی منعطف لاستیکی جیکوب است. این سه نظام‌ها شامل اجزایی از فشنگی استاندارد و میله کشش هستند که در یک واحد به هم متصل شده‌اند. محفظه سه نظام شامل یک چرخ دستی بروی قطر خارجی دارد که برای شل یا سفت کردن اسپیندل مخروطی که فشنگی منعطف لاستیکی را نگه داشته‌است به کار می‌رود. فشنگی‌های منعطف لاستیکی شامل اجزایی شناخته شده از فکهای فولادی سخت شده درون یک محفظه لاستیکی جامد اند. این فشنگی‌ها محدوده ای از ۱/۸ اینچ برای هر فشنگی دارند. قدرت و دقت گرفتن در سرتاسر فشنگی ثابت باقی می‌ماند. فشنگی منعطف لاستیکی جیکوب برای عملیات تراشکاری سنگین طراحی شده‌اند که نیروی گیره بندی دو تا چهار برابر فشنگی فولادی منفرد را دارا می‌باشند. مجموعه‌های مختلفی از این فشنگی‌ها در جعبه‌های فولادی برای نگه داشتن فشنگی‌ها ذخیره می‌شوند.